# Bahnhof Kamenz (Sachs)

Der Bahnhof Kamenz (Sachs), obersorbisch Dwórnišćo Kamjenc (Sakska), ist eine Betriebsstelle der Bahnstrecken Lübbenau–Kamenz und Kamenz–Pirna sowie der früheren Strecke Kamenz–Bischofswerda auf dem Gemeindegebiet der Stadt Kamenz in Sachsen.

## Geschichte

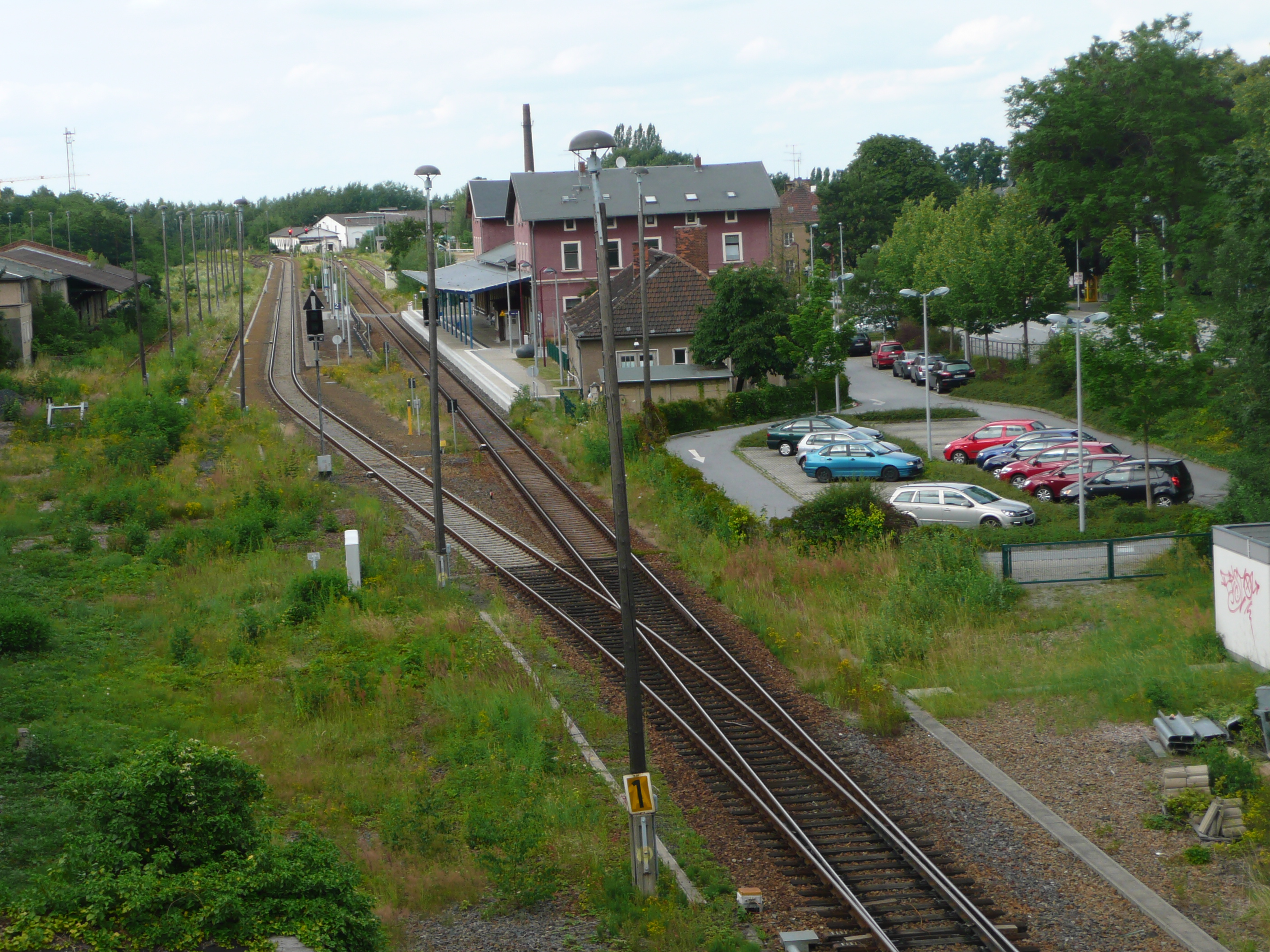
Ansicht des Bahnhofs Kamenz vom Stadttunnel aus

Der Bahnhof Kamenz entstand 1871 mit der Eröffnung der Bahnstrecke Kamenz–Pirna. Beim Bau des Bahnhofs wurde durch die Tieferlegung des Bahnhofsareals mit viel Weitsicht geplant. So hat der Bahnhofsbereich eine Lage, die den Verkehrsbedingungen heute noch entspricht. Die Bauarbeiten waren damals sehr umfangreich und verlangten besonders in der Zeit des Deutsch-Französischen Krieges große Anstrengungen der relativ kleinen Gemeinde. Eng mit dem Bau des Bahnhofs Kamenz ist der zur selben Zeit entstandene Stadttunnel bei der Ausfahrt Richtung Dresden verbunden.
Als 1874 die Bahnstrecke Lübbenau–Kamenz und 1890 die Bahnstrecke Kamenz–Bischofswerda hinzukamen, erreichte der Bahnhof seine größte Ausdehnung und wurde als Durchgangsbahnhof und Kopfbahnhof geführt. Die Gleisanzahl betrug damals 27 Bahnhofsgleise, wobei die westlich des Empfangsgebäudes gelegenen Gleise 1 bis 18 als Durchgangs- und Rangiergleise für die Bahnstrecke Kamenz–Pirna und die Bahnstrecke Lübbenau–Kamenz dienten, die östlich des Empfangsgebäudes gelegenen Gleise 21 bis 27 als End- oder Rangiergleise für die Bahnstrecke Kamenz–Bischofswerda. Der Stadttunnel war damals noch zweigleisig, wobei ein Gleis für die Bahnstrecke Kamenz–Bischofswerda, das andere für die Bahnstrecke Kamenz–Pirna diente. Im nördlichen Bahnhofsbereich wurde der Lokschuppen angelegt.

Gleisplan (undatiert)

Insgesamt drei Stellwerke stellten den Betrieb auf den umfangreichen Gleisanlagen westlich des Empfangsgebäudes sicher, die Bahnstrecke Kamenz–Bischofswerda wurde vom Empfangsgebäude aus gesteuert. Außerdem gab es noch ein Stellwerk auf der anderen Seite des Stadttunnels. Innerhalb des Bahnhofs gab es eine Drehscheibe mit 18 m Durchmesser zum Wenden von Lokomotiven. Auf der westlichen Bahnhofsseite wurde ein Wasserturm errichtet, dieser existiert heute noch. An der Ladestraße befanden sich Einrichtungen wie Güterschuppen und Kleinlokschuppen, die noch vorhanden sind.
Die Reisenden erreichten das Empfangsgebäude über die Gleise der Bahnstrecke Kamenz–Bischofswerda, für die Gleisüberführung existierte ein überdachter Übergang.

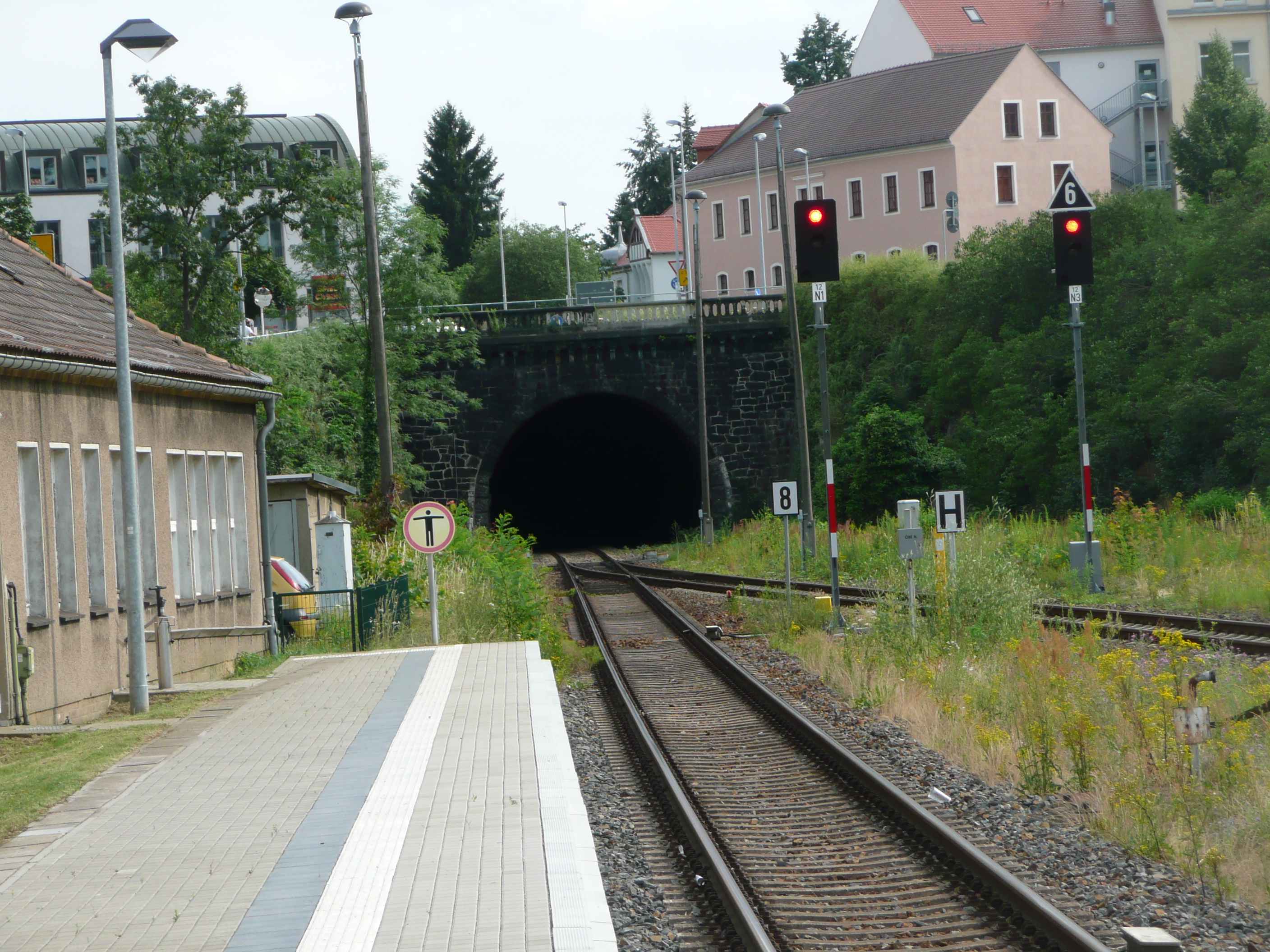
Ansicht der Stadttunnelausfahrt des Bahnhofs Kamenz (2015)

Der Charakter des Bahnhofs wurde einerseits durch die ankommenden Güterzüge aus Senftenberg bestimmt, an die von der Streckencharakteristik keine großen Anforderungen gestellt wurden, sowie zum anderen durch die Leistung der Lokomotiven sowie der Steigung bei der Stadttunnelausfahrt. So waren für die aus 20 vierachsigen Wagen bestehenden Güterzüge Doppeltraktion vorgesehen. 1912 wurde vor dem Lokschuppen anstatt der 11,65 m-Scheibe eine neue Drehscheibe mit 18 m eingebaut. Ob es die Drehscheibe im Bahnhofsbereich war, und dabei gleichzeitig die Gleise 19 und 20 als Zufahrt zum Lokschuppen verwendet worden, ist aus der Literatur nicht zu entnehmen.
Nach 1945 änderte sich relativ wenig. Die Stadttunnelausfahrt wurde eingleisig, und im Bahnhofsbereich bestanden weiterhin 27 Gleise. Die Bahnstrecke Kamenz–Bischofswerda zweigte hinter dem Stadttunnel von dem Stellwerk W5 von der Bahnstrecke Kamenz–Pirna ab. Mit der Einstellung des Personenverkehrs auf der Bahnstrecke Kamenz–Bischofswerda um 1968 wurden die Gleise des ehemaligen Elstraer Bahnhofsteiles als Abstellgleise verwendet. Außerdem wurden einige Nebengleise entfernt.
Die größten Veränderungen gab es nach 1989, als der Bahnhof den veränderten Verkehrsbedingungen angepasst wurde. Die Gleise auf der Ostseite des Empfangsgebäudes wurden entfernt und auf der Nordostseite ein Busbahnhof sowie auf der Südostseite ein Parkplatz für Pendler eingerichtet. Auf der Westseite des Empfangsgebäudes waren 2004 noch sieben Gleise vorhanden. Die nächsten Veränderungen standen 2013 an, als der Bahnhof an das elektronische Stellwerk angeschlossen wurde. Es sind nunmehr zwei durchgehende Gleise mit Ks-Signalsystem vorhanden. Einige Gleisgruppen um den Güterschuppen liegen noch, werden jedoch nicht mehr genutzt. Die beiden Stellwerke B4 und W1 sind nicht mehr vorhanden.

## Bahnsteige
Bis 1989 hatte der Bahnhof drei Bahnsteige, einen östlich des Empfangsgebäudes für die Bahnstrecke Kamenz–Bischofswerda mit 200 Meter Länge und zwei auf der Westseite des Empfangsgebäudes.
Die beiden Bahnsteige auf der Westseite des Empfangsgebäudes existieren noch, für den regelmäßigen Personenverkehr wird lediglich der 240 Meter lange Hausbahnsteig genutzt. Im Jahr 2012 wurde dieser saniert.

## Verkehr
Verlässliche Angaben von Zugverbindungen aus der Anfangszeit liegen bei der Bahnstrecke Kamenz–Pirna aus dem Jahr 1874 vor, wo das Kursbuch täglich sechs Zugpaare zeigt. Zur selben Zeit gibt das Kursbuch für die Bahnstrecke Lübbenau–Kamenz vier Zugpaare an. 1894 verkehrten fünf Zugpaare auf der Bahnstrecke Kamenz–Pirna und auf der Strecke von Senftenberg vier Züge. Die Strecke nach Elstra zeigte zu diesem Zeitpunkt ebenfalls vier Zugpaare täglich.
1914 verkehrten auf der Bahnstrecke Kamenz–Pirna acht Zugpaare täglich, von Senftenberg nach Kamenz fuhren zu der Zeit sieben Zugpaare und auf der Bahnstrecke Kamenz–Bischofswerda verkehrten zu der Zeit fünf Zugpaare.
1925 verkehrten auf der Bahnstrecke Kamenz–Bischofswerda täglich vier Zugpaare. 1932 verkehrten auf der Bahnstrecke Kamenz–Pirna neun Zugpaare, und auf der Bahnstrecke Kamenz–Bischofswerda fünf Zugpaare.
Der Fahrplan 1943 gibt für die Bahnstrecke nach Senftenberg sechs Zugpaare an, die Ausgabe 1950/51 zeigt für die Bahnstrecke nach Senftenberg fünf und für die Bahnstrecke Kamenz–Pirna sieben Zugpaare.
1946/47 waren von der Bahnstrecke Kamenz–Bischofswerda drei Zugpaare zu vermelden. Es ist ersichtlich, dass der Reiseverkehr auf den Strecken recht erheblich war. Dazu ist der Güterverkehr mit zu berechnen, wobei nach 1945 die Strecken nur noch eingleisig waren. 1968 wurde der Personenverkehr auf der Strecke nach Bischofswerda und 1998 auf der Strecke Kamenz–Hosena eingestellt.
Am 25. Juli 2019 stellte die Städtebahn Sachsen, die seit 2010 den Betrieb geführt hatte, den Bahnbetrieb auf der Strecke Kamenz–Dresden unvorangekündigt ein, woraufhin nach zwischenzeitlichem Busersatzverkehr übergangsweise Transdev Regio Ost beauftragt wurde und die Leistungen auf der Linie RB 34 unter der Marke Mitteldeutsche Regiobahn betrieb. Bis 2021 verkehrte diese Linie im Stundentakt. Am 12. Dezember 2021 übernahm die DB Regio Südost nach regulärer Ausschreibung die Linie. Seitdem wird sie als S-Bahn-Linie S8 bezeichnet und in der Hauptverkehrszeit zu einem Halbstundentakt verdichtet.
Von politischen Kreisen und Umweltverbänden wird seit Jahren eine Anbindung der Stadt an das Lausitzer Seenland über die Eisenbahn gefordert.

## Bahnbetriebswerk Kamenz

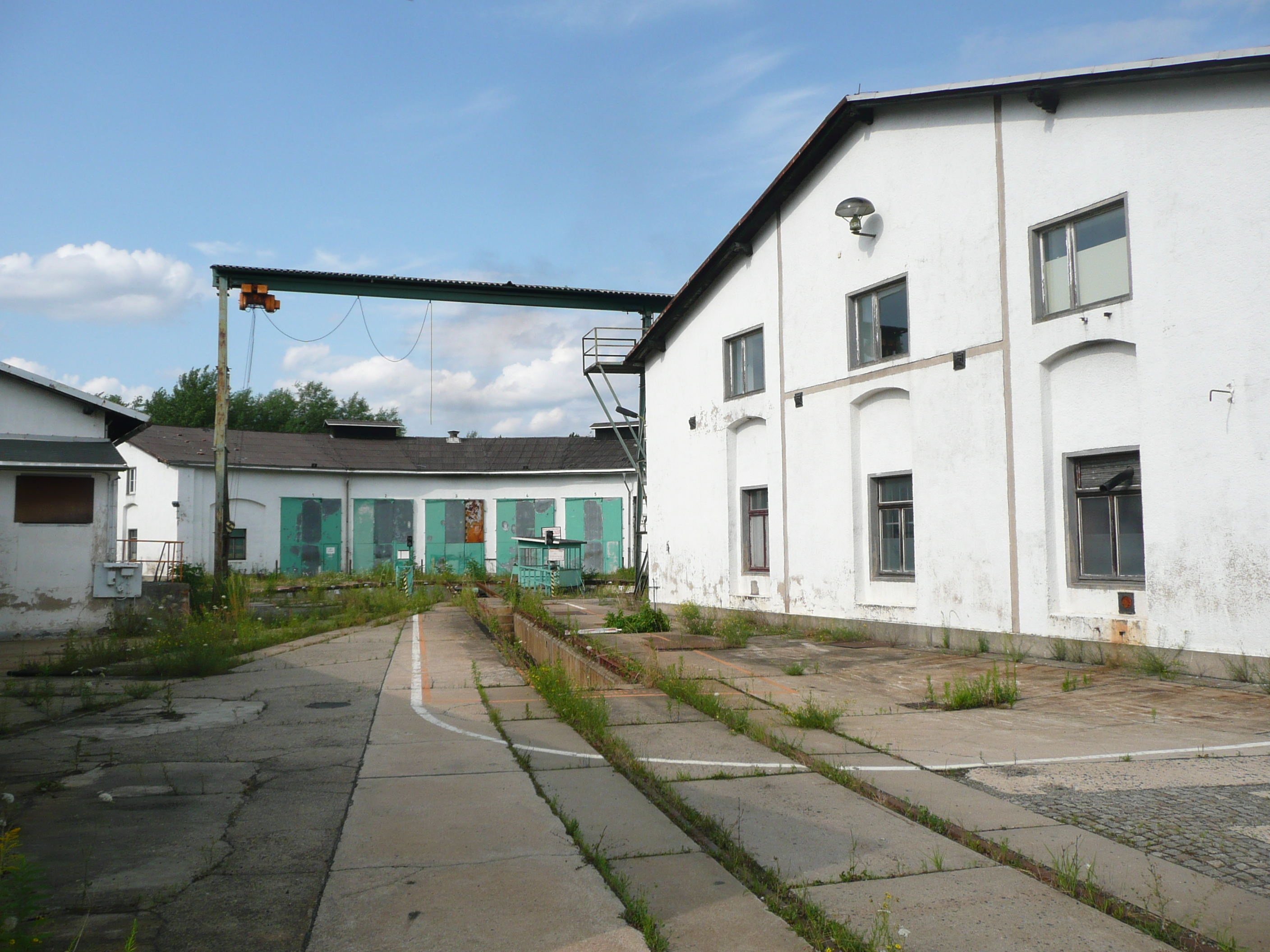
Lokschuppen des Bahnbetriebswerkes (2015)

Der Lokschuppen im Bahnhof Kamenz stammt ebenfalls aus der Anfangszeit des Bahnhofs. Hatte er anfangs nur eine Drehscheibe mit 11,65 Meter Durchmesser, so reichte diese 1912 nicht mehr aus und musste gegen eine mit 18 Metern Durchmesser getauscht werden. Diese Drehscheibe ist noch erhalten. Der Lokschuppen war auf Grund beengter Platzverhältnisse mit 15 Ständen als Ringschuppen angelegt, die Gleise wurden auf einem Winkel von fast 240 Grad angelegt. Zur Auswechslung der Drehscheibe war es durch die ständig größer werdende Loklänge der Dampflokomotiven gekommen. Durch den Einsatz der Baureihe 52 in der Endzeit des Dampfbetriebes kam es einige Male zu Schwierigkeiten beim Drehen der Lokomotiven, eine weitere Vergrößerung der Drehscheibe konnte nicht realisiert werden.
Im Laufe der Betriebszeit wurde der Lokschuppen ständig den Begebenheiten angepasst und mit Betriebsmitteln für die jeweilige Traktion ausgerüstet. Am 1. Januar 1937 erhielt er den Status eines Bahnbetriebswerkes. 1941 war das Werk der Eisenbahndirektion Bautzen unterstellt und hatte 110 Beschäftigte. Angegliedert waren ihm der Lokbahnhof Arnsdorf. Zum Unterhaltungsprogramm des Bahnbetriebswerkes gehörten Dampf- und Diesellokomotiven sowie die Reparatur von Wagen.
Bis etwa 1998 wurde die Lokunterhaltung von den jeweiligen Bahngesellschaften Deutsche Reichsbahn (1920–1945), Deutsche Reichsbahn (1945–1993) und Deutsche Bahn vorgenommen, danach übernahm die ITL Eisenbahngesellschaft das Gelände zur Wartung ihrer eingesetzten Fahrzeuge. In dieser Zeit bis 2013 kam es immer wieder zu interessanten Bespannungen, wenn z. B. eine Alstom Prima von Rangierlokomotiven zur Reparatur hierhergezogen wurde. 2013 bezog ITL ihr neues Quartier im Bahnhof Pirna, seitdem wird das Bahnbetriebswerk Kamenz nicht mehr benutzt.

### Beheimatete Dampflokomotiven
Begann der Eisenbahnbetrieb mit den Lokomotiven der Reihen II, III und V, so reichten diese Maschinen für den ständig steigenden Betrieb bald nicht mehr aus. Zu einer Lokzählung am 1. September 1945 verfügte das Bw Kamenz über die Lokomotiven der Baureihen (BR) 38.2, 38.10–40, 52, 56.20–29, 91, 93 und 94.
Nach 1945 kamen hier besonders die Baureihen 64, 38.10–40, 52, 56.20–29, 65.10 und 86 zum Einsatz. Die Baureihe 52 hielt sich hier in Form der 52.80 bis 1987. Ein besonderes Kapitel spielen die Heizlokomotiven des Bahnbetriebswerks Kamenz. Auf Grund der geringen Länge des Heizschuppens war hier bis Mitte der 1980er Jahre Lokomotiven der Reihe 56.20–29 im Einsatz. Eine letzte Vertreterin dieser Gattung war die 56 2162, die nach Beendigung des Heizeinsatzes verschrottet wurde. Als Ersatz wurde 95 1016 hierher geholt. Sie war die einzige Vertreterin dieser Baureihe in der Reichsbahndirektion Cottbus.

### Beheimatete Diesellokomotiven
Diesellokomotiven waren in Kamenz ab 1933 in Form verschiedener Kö der verschiedenen Leistungsklassen vorgesehen, die auf die einzelnen Bahnhöfe verteilt wurden. 1993 waren noch vier Kö vorhanden, die bald darauf verschrottet wurden. 1972/73 erhielt Kamenz die ersten Lokomotiven der Reihen 101, 102 und 106.
Die ersten Großdieselloks waren Lokomotiven der Reihe 119, die sich nicht bewährten und bald darauf durch frei gewordene Lokomotiven der Reihe 118.2–4 ersetzt wurden. Lokomotiven der Baureihen 110, 112 und 114 taten hier Dienst und hielten sich bis zum Ende ihres Einsatzes bei der DB AG.